# Paragaleodiscus aflagellatus
Paragaleodiscus aflagellatus es una especie de arácnido del orden Solifugae de la familia Galeodidae.

## Distribución geográfica
Se encuentra en Yemen.